# Versaugues
Versaugues is een gemeente in het Franse departement Saône-et-Loire (regio Bourgogne-Franche-Comté) en telt 197 inwoners (2005). De plaats maakt deel uit van het arrondissement Charolles.

## Geografie
De oppervlakte van Versaugues bedraagt 10,8 km², de bevolkingsdichtheid is 18,2 inwoners per km².
De onderstaande kaart toont de ligging van Versaugues met de belangrijkste infrastructuur en aangrenzende gemeenten.

## Demografie
Onderstaande figuur toont het verloop van het inwonertal (bron: INSEE-tellingen).